# Марш (музыка)

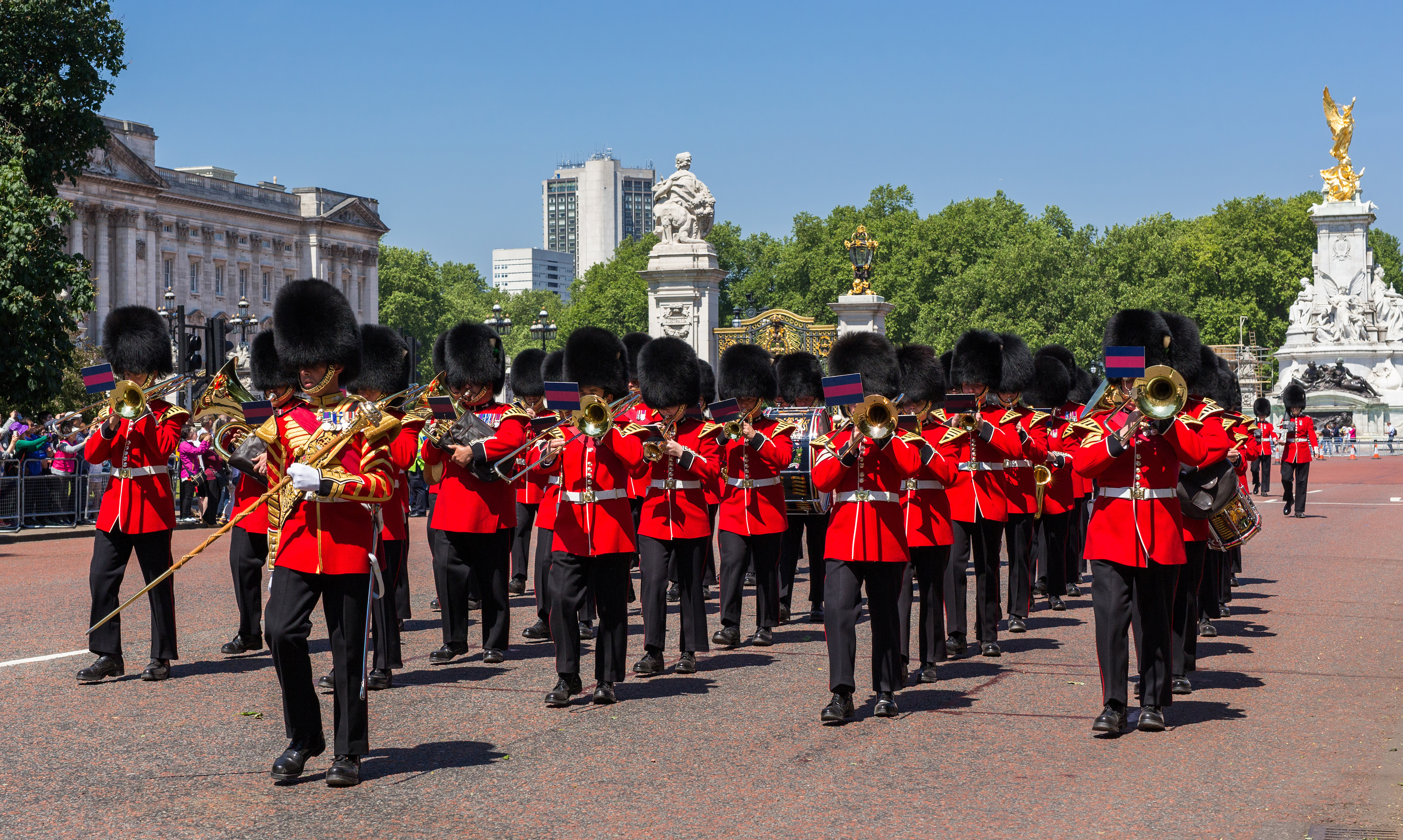
Оркестр валлийской гвардии Британской армии во время марша гренадерских гвардейцев из Букингемского дворца в казармы Веллингтона после смены караула.

Марш (фр. marche — буквально «шествие», «движение вперёд», от marcher — «идти») — музыкальный жанр; ритмичная музыка, обычно исполняемая на духовых и ударных инструментах. Сложился в связи с необходимостью синхронизации движения большого числа людей: движения войск в строю, церемониальных и праздничных шествий.

## История
Марш является одним из основных прикладных жанров. Судя по сохранившимся изображениям, уже в Древней Греции различные процессии сопровождались музыкой; под музыку, в маршевом порядке выходил на сцену и уходил с неё хор в древнегреческой трагедии. Марши или их прообразы существовали и в Древнем Риме, по крайней мере, во времена Империи — как музыкальное сопровождение триумфальных шествий и похорон.
В XIV—XV веках в некоторых странах Западной Европы, прежде всего в Швеции и Пруссии, стала обязательной «ходьба в ногу»; соответственно, возникла потребность в музыкальной организации — синхронизации шествия. Маршу как жанру военной музыки предшествовала походная песня, — такие песни в Средние века распевали, в частности, ландскнехты и крестоносцы; и наиболее ранние образцы жанра родились из исполнения походной песни на мелодичном инструменте, обычно флейте, в сопровождении барабана, который и обеспечивал необходимый ритм. На формирование марша оказали влияние и традиционные военные сигналы, и некоторые формы танцевальной музыки, например полонез и интрада, по своему характеру близкие к маршу.
В дальнейшем для исполнения военной маршевой музыки создавались специальные военные инструментальные капеллы, первоначально состоявшие исключительно из духовых инструментов, деревянных и медных, а в конце XVIII века пополненные ударными инструментами. Ранние марши состояли из двух частей по 8—16 тактов, лишь в середине XVIII века, под влиянием некоторых танцевальных жанров, и в марше утвердилась трёхчастная форма (трио).
Изначально предназначенный для выполнения сугубо прикладных задач, марш очень скоро стал жанром бытовой, концертной и, не в последнюю очередь, сценической музыки — уже в XVII веке часто использовался в опере и балете, прежде всего в сочинениях Ж.-Б. Люлли; марши встречаются в сборниках клавирных пьес Генри Пёрселла и Франсуа Куперена. Со второй половины XVIII века композиторы нередко включали марш в различные произведения инструментальной музыки — в сюиты, а позже в фортепианные сонаты и в симфонии, особенно часто траурные марши (например, в Сонате № 12 Л. ван Бетховена, в Сонате № 2 Ф. Шопена, в Третьей («Героической») симфонии Бетховена). Все разновидности марша можно найти в симфониях Густава Малера: военный — в Шестой симфонии, траурные — во Второй и в Пятой, гротескно-траурный — в Первой.
В России марш получил распространение в начале XVIII века при Петре I. По примеру Западной Европы почти каждому полку русской армии, в качестве своеобразной музыкальной эмблемы, был присвоен свой марш, — известны, например, марши Преображенского, Семёновского и Измайловского полков.

## Жанровые особенности
Марш как музыкальный жанр отличают чёткий ритм и строгая размеренность темпа, чёткость структурного членения. Обычно марш бывает выдержан в размерах 2/4, 4/4 или 6/8; в балете, однако, встречаются и трёхдольные марши. Характерные ритмические рисунки маршей ведут своё происхождение от барабанной дроби и фанфарных сигналов. Ещё Ж. Б. Люлли ввёл в маршевую музыку пунктирные ритмы, заимствованные от интрады и усилившие её активность и динамичность.
Поскольку военный марш призван не только синхронизировать движение, но и поднимать боевой дух войск, для музыки его характерны мужественные и энергичные интонации. Различаются несколько видов военной маршевой музыки. Строевой марш, он же парадный или церемониальный, исполняется в любых случаях торжественного прохождения войск, в том числе на парадах. Колонный марш, разновидность строевого, пишется обычно в размере 6/8; особую чёткость его ритмике придаёт единая во всех голосах ритмическая фигура. Фанфарный марш, другая разновидность строевого, отличается особенной праздничностью и всегда включает сигнально-фанфарные темы.

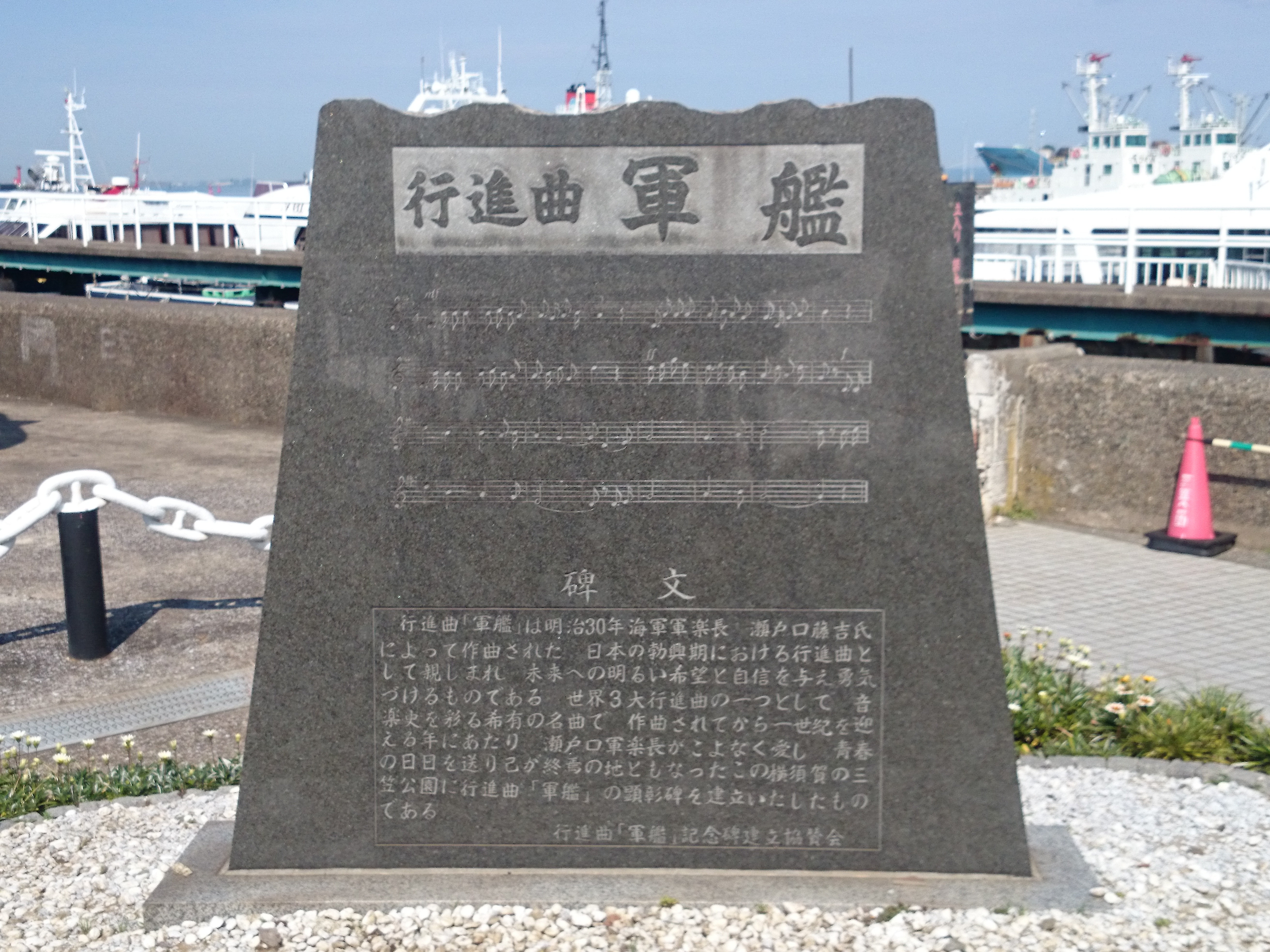
Монумент «Марш боевых кораблей»

Походный, или скорый, марш отличается более быстрым по сравнению со строевым темпом, используется как на строевых прогулках, так и во время праздничных шествий. Существует также встречный, или медленный, марш, который исполняется при встрече командующих, при многих воинских ритуалах, встрече и сопровождении знамени. В военных маршах обычно преобладают мажорные тональности.
Особая разновидность — траурный марш, исполняемый на похоронах и при возложении венков. Траурный марш всегда пишется в медленном темпе, более медленном, чем церемониальный; для него характерны плавные интонации, использование фанфарных мелодических оборотов ограничено. В мажоре может писаться средняя часть, а две крайние, как правило, в миноре.